# 卡德尔·埃文斯
卡德尔·埃文斯（英語：Cadel Evans，1977年2月14日—，生于澳大利亚北領地凯瑟琳）是一位澳大利亚前职业自行车运动员，曾效力于BMC车队。2007年，他成为了第一位赢得UCI职业巡回赛德澳大利亚车手。他是首個贏得环法自行车赛總冠軍的澳大利亚人。在他于2001年转型为公路自行车手之前，他曾经为沃尔沃－佳能得车队赢得了1998年和1999年的山地自行车世界杯，以及2000年奥运会越野赛的第七名。他的妻子齐雅拉·埃文斯是一位意大利鋼琴教師。

## 生涯

### 早年

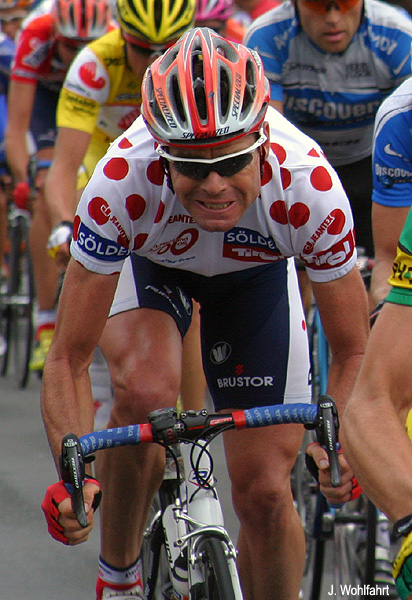
卡德尔·埃文斯2005年于德国波恩

埃文斯的国际比赛生涯是作为澳大利亚体育协会MTB车队的一员开始的。他获得了1995年世界青年公路自行车个人计时赛和山地自行车锦标赛的两枚铜牌，在1997年和1999年两次获得了23岁以下世界锦标赛的银牌。
他在2001年为喜客车队效力，2002年是玛培车队，2003年至2004年则为德国电信车队效力。2005年，他加入了乐透车队，并在他的第一次环法自行车赛中获得了第8名的成绩，一举成为自菲尔·安德森之后首位在环法大赛中进入前十的自行车手。

### 2006年
在2006年，埃文斯的成绩有所提升，在弗洛伊德·兰迪斯的成绩被剥夺后排名第四。此外，他在罗蔓蒂自行车赛的最后一个赛段——环绕洛桑的20公里比赛中战胜了阿尔韦托·孔塔多尔和亚历杭德罗·巴尔韦德，获得了最后的冠军。

### 2007年
在2007年的环法自行车赛中，埃文斯输给了孔塔多尔，排名第二。他赢得了第13赛段的冠军和第19赛段的亚军。他在2007年环西班牙自行车赛中获得了第四，在世界锦标赛排名第五，在UCI职业巡回赛的最后一站——环伦巴第自行车赛中获得第六，并以247分战胜达维德·雷贝林和阿尔韦托·孔塔多尔，成为UCI职业巡回赛的年度冠军。

### 2008年
孔塔多尔因车队没有被邀请参赛，因此埃文斯在2008年环法自行车赛赛前被给予了很大的期望。埃文斯在10到14赛段一直身着黄色领骑衫出战。但是在阿尔普迪埃的第17赛段，CSC车队的卡洛斯·萨斯特雷领先了埃文斯2分15秒。在倒数第二赛段，埃文斯需要以领先萨斯特雷1分34秒的成绩结束才能获得主动。他超过了萨斯特雷获得赛段第二，但总成绩仍落后对手58秒，最终获得了第二名。
在从十字韧带受伤恢复后，埃文斯参加了245千米的北京奥运会公路自行车赛，并获得了第15名，落后冠军萨穆埃尔·桑切斯22秒。他在四天后的个人计时赛中获得了第五。

### 2009年
在2009年的世界單車公路錦標賽中取得冠軍，并获得了彩紅戰衣。

### 2010年
加入BMC Racing Team，並在環意大利賽中獲得分站冠軍。

### 2011年
環法自由車大賽中獲得21站總分冠軍，成為世界第一位澳洲環法冠軍。

### 与媒体的关系
埃文斯因和媒体及车迷的对抗而出名。他在2008年环法自行车赛上，他雇佣了一名保镖。这造成了紧张状况：埃文斯越是努力让媒体不注意自己，媒体越关注他。在一名车手和埃文斯的狗亲热的时候，埃文斯失去了控制，用肩膀撞开了他的手，叫道：
|  | 你要再和我的狗在一起，我就砍掉你的头。 |

并用头顶了电视台的摄像机。这个动作让他获得了“Cuddles”的昵称。

### 自由西藏运动
埃文斯是自由西藏运动的支持者。他曾经数次借自己的身份为藏独做宣传：他在参加2008年环法自行车赛时，就穿着写有“自由西藏”和画有雪山狮子旗的衬衫表达对西藏的支持。之前他参加比利时自行车赛时也曾穿过支持藏独的衬衫。他说他之所以这样做，是因为他对目前西藏人和西藏文化的处境感到悲伤，他不想看到另一个文化再重蹈澳洲土著文化的覆辙而逐渐消亡。
他和他的妻子齐雅拉目前正在资助一个藏族孩子。
与因为在CCTV总部挂上藏独标语而被拘留的澳大利亚运动员Nicole Rycroft不同的是，埃文斯在参加北京奥运期间并没有带他的藏独衬衫，也没有携带任何与西藏有关的宣传标识，为的是避免给自己找麻烦。不过在参加完奥运会比赛之后，8月21日他就飞到苏黎世去与流亡的西藏奥运代表队会面，以听听更多的西藏人对这段历史和目前现状的看法。他觉得整个奥运会像是“为电视而作的比赛”一样，而参加奥运会的经历让他加深了他对中国政府的固有印象，即政府控制着整个国家，借着报纸和各种媒体做宣传，而这个国家的人民没有任何言论自由。他的这个印象是在他的母亲与一个在中国的朋友之间的私人书信被政府审查后产生的。此外他自己也有一个住在中国的朋友，能够经常与他联系告诉他目前中国的状况。